# ‘Alīābād-e Āhīyeh
‘Alīābād-e Āhīyeh (persiska: ‘Alīābād-e Ahīyeh, علی آباد آهيه, Āhīyeh, آهيِّه) är en ort i Iran.   Den ligger i provinsen Teheran, i den centrala delen av landet, 50 km sydost om huvudstaden Teheran. ‘Alīābād-e Āhīyeh ligger 967 meter över havet och antalet invånare är 275.
Terrängen runt ‘Alīābād-e Āhīyeh är platt, och sluttar söderut.Runt ‘Alīābād-e Āhīyeh är det tätbefolkat, med 297 invånare per kvadratkilometer. Närmaste större samhälle är Qarchak, 18,3 km nordväst om ‘Alīābād-e Āhīyeh. Trakten runt ‘Alīābād-e Āhīyeh består till största delen av jordbruksmark.